# Судаков, Алексей Акимович
Алексе́й Аки́мович Судако́в (1868, Угличский уезд, Ярославская губерния — 1937) — российский ресторатор, владелец ресторанов «Яр» в Москве и «Медведь» в Санкт-Петербурге.  
Начал карьеру с раннего детства мойщиком посуды в московской чайной. В 1896 году приобрёл знаменитый ресторан «Яр», со временем превратив его в московскую достопримечательность. К 1911 году перестроил ресторан в один из крупнейших и красивейших в Москве, в котором бывала вся дворянская, купеческая и артистическая элита города. В 1910 году приобрёл помимо того столичный ресторан «Медведь», также ставший одним из наиболее знаменитых в Санкт-Петербурге. После Октябрьской революции 1917 года всё имущество Судакова было конфисковано, а он сам канул в безвестности. 

## Биография
Родился Угличском уезде Ярославской губернии в крестьянской семье. Уже в детстве приехал в Москву с отцом и начал свой трудовой путь с того, что мыл посуду в одной из чайных в московском районе Хамовники. Через несколько лет стал работать официантом, а в 17-летнем возрасте ему было доверено управление чайной. В возрасте 22 лет уже владел собственным трактиром на Кузнецком Мосту.

### «Яр»
В 1895 или в 1896 году в возрасте 27 лет выкупил знаменитый, но захиревший после смерти предыдущего владельца Фёдора Аксёнова загородный ресторан «Яр», находившийся в Петровском парке на Петербургском шоссе (современный адрес — Ленинградский проспект, 32/2). Для этого Судаков взял ссуду на огромную по тем временам сумму — 92 тысячи рублей (110 миллионов современных рублей).
Именно при Судакове ресторан превратился в московскую достопримечательность. Чтобы привлечь клиентов на обеды, когда ресторан обычно пустовал, новый владелец договорился с расположенным неподалёку ипподромом, предоставлявшим ему некоторое количество бесплатных билетов для распространения среди клиентов. Посетители ресторана, отобедав, отправлялись на бега, а затем возвращались, чтобы отметить выигрыш или погоревать о проигрыше. Также Судаков распорядился бесплатно кормить лошадей ямщиков, привозивших к нему клиентов, поэтому несмотря на расположение ресторана вдали от центра города, клиентов всегда было много. Судаков сохранил существовавшую и при предыдущем владельце развлекательную составляющую «Яра» — там выступали русский и цыганский хоры, исполнялись французские и тирольские песни, демонстрировали своё умение циркачи и фокусники. Бывали и заезжие знаменитости — так в 1903 году там выступал известный американский иллюзионист Гарри Гудини.
В некоторых более поздних источниках встречаются рассказы о безудержных кутежах, происходивших в «Яре». О том, что существовал особый прейскурант — сколько стоит наполнить рояль шампанским, разбить зеркало или измазать официанта горчицей. Однако, по всей видимости, эти воспоминания относятся к «досудаковскому» периоду или к соседним ресторанам Петровского парка — таким как «Стрельна», «Мавритания» и особенно «Эльдорадо». Начинавшая свою карьеру в «Яре» знаменитая впоследствии актриса и певица Надежда Плевицкая вспоминала о том, что при Судакове нравы в заведении были уже самые строгие:
Чинный и строгий купец, он требовал, чтобы артистки не выходили на сцену в большом декольте: к „Яру“ московские купцы возят своих жен и „Боже сохрани, чтобы никакого неприличия не было“. [...] При первой встрече со мной Судаков раньше всего спросил, большое ли у меня декольте. Я успокоила почтенного директора, что краснеть его не заставлю.Надежда Плевицкая

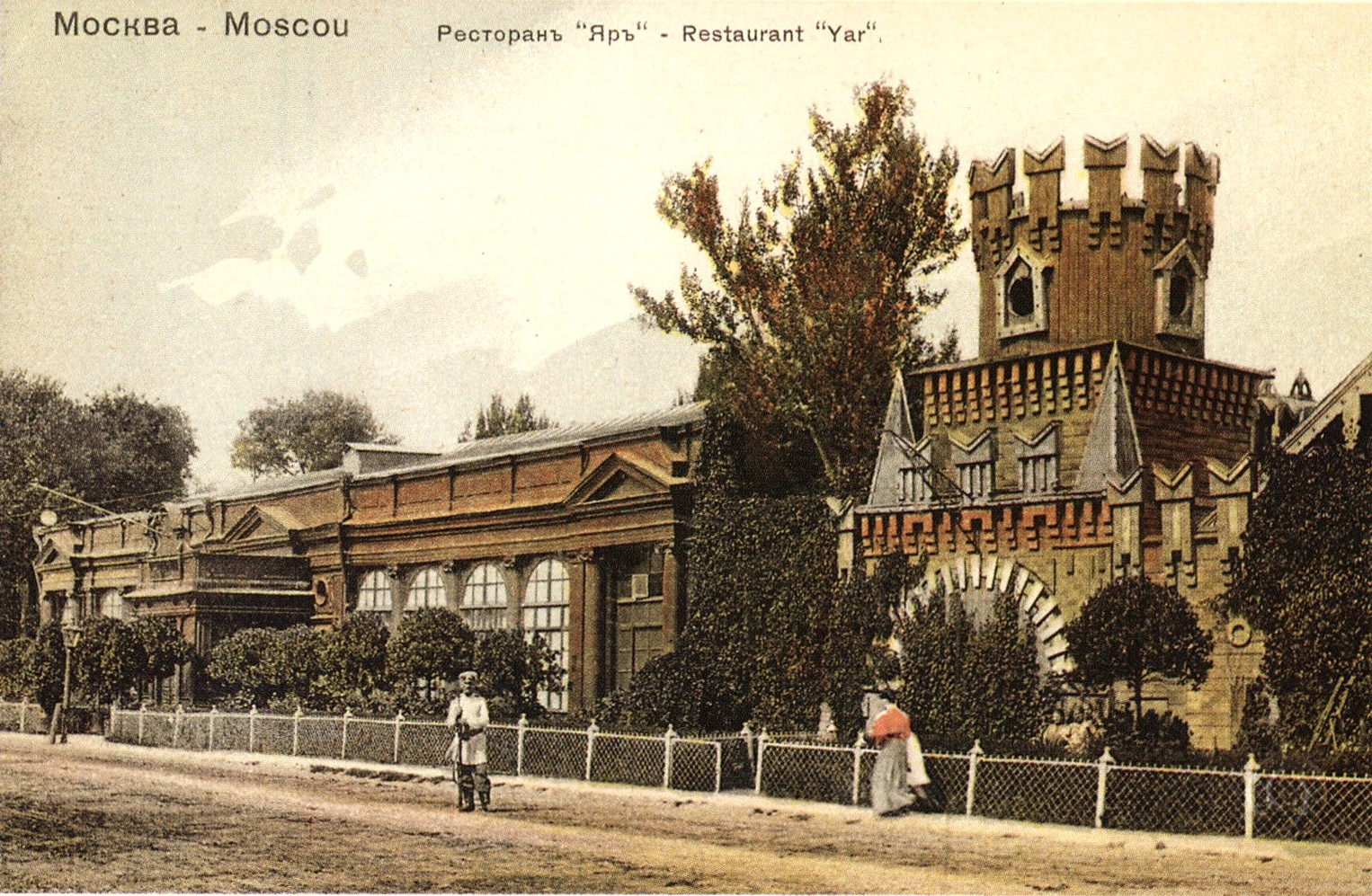
Здание «Яра» до перестройки. Примерно 1898—1900 годы.

Для удобства клиентов Судаков стремился улучшить окружавшую «Яр» городскую инфраструктуру — так в 1904 году он обратился к городской управе за разрешением заасфальтировать Петроградское шоссе напротив ресторана за свой счёт:
Владелец ресторана «Яр» г. Судаков, пожелавший асфальтировать улицы на свои средства у своих владений, встретил неожиданно серьезные препятствия со сторон городской управы. Последняя, сделав категорический отказ в выдаче разрешения на асфальтирование улиц, предложила г. Судакову внести необходимую по усмотрению управы сумму на эту асфальтировку управе, которая сама устроит желаемую домовладельцу мостовую. Управские исчисления стоимости асфальтовой мостовой превысили исчисления домовладельца ровно в два раза, и он решил оставить мысль об улучшении мостовой.Новости дня
Доходы выросли и дали возможность рассчитаться по ссуде, так что к 1903 году недвижимость оценивалась уже в 276 625 рублей (около 330 млн. современных рублей). Судаков задумал радикально перестроить и увеличить ресторан. Для этого он отправился в Европу, где ознакомился с тамошним опытом — в нескольких европейских столицах он осмотрел множество ресторанов и «кафе-концертных зданий» (как он их называл). Газета «Новости дня» в 1902 году писала:
Владелец «Яра» А. А. Судаков уехал вчера в Париж, Берлин и Лондон специально для осмотра ресторанов и кафе-концертных зданий, так как он с будущей весны собирается строить на Петербургском шоссе грандиозный ресторан-концерт, который обойдется в 600 тыс. рублей. Вот как Москва цивилизуется в части веселья и чревоугодия.Новости дня
Однако, осуществить задуманное Судакову удалось лишь через несколько лет. Сначала он решил заняться другим прибыльным бизнесом и построил на принадлежавших ему участках земли, примыкавших к ресторану, несколько доходных домов по проекту архитектора Адольфа Эрнестовича Эрихсона, собственный дом которого располагался неподалёку — на том же Петербургском шоссе.

### Перестроенный «Яр»

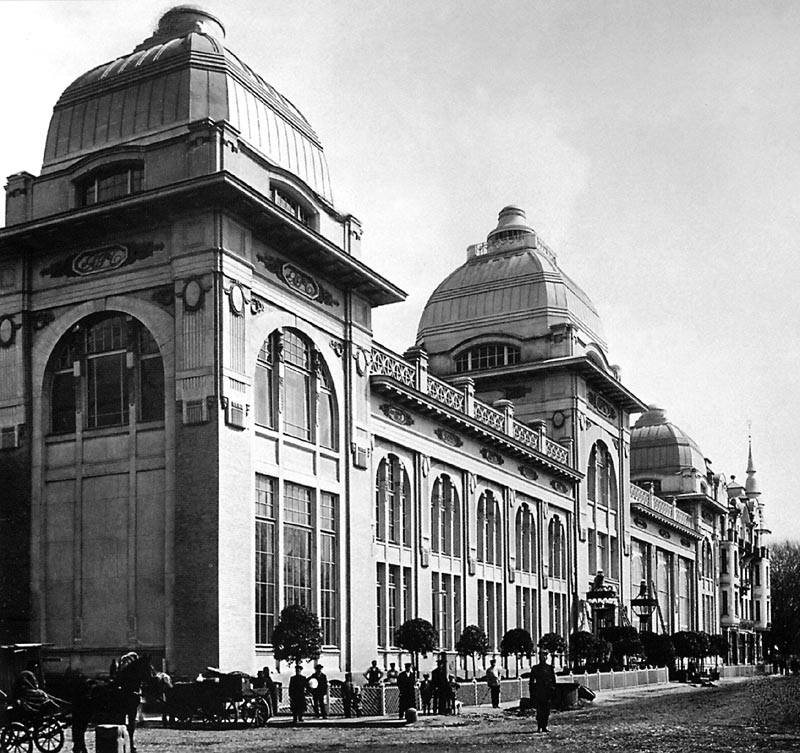
Перестроенный «Яр». Начало 1910-х годов.

В 1905—1906 годах Алексей Акимович вернулся к идее создания перестройки и расширения ресторана. Он провёл конкурс проектов, в котором одержал победу известный архитектор Лев Кекушев. Однако, его проект по каким-то причинам осуществлён не был.
В 1909 году ресторан был временно закрыт и полностью перестроен по проекту всё того же соседа Судакова — Адольфа Эрихсона. На месте небольшого деревянного павильона было построено огромное здание, сочетавшее в себя черты модерна и неоклассицизма. Строение было увенчано тремя большими четырёхгранными куполами с фигурными завершениями. В обновлённом ресторане было несколько залов — большой («Наполеоновский»), малый («пушкинский»), летний («белый»), «зеркальный», а также 22 отдельных кабинета, выдержанных в русском, французском, «мавританском» стилях — в общей сложности на 250 столиков. Во дворе была устроена летняя веранда на 250 посадочных мест, с фонтаном, каменными гротами (сложенными из специально доставленных сюда с Кавказа камней), беседками. Целый квартал вокруг ресторана занимали подсобные постройки: там был гараж, из которого клиенты могли заказать бесплатный трансфер до дома, конюшня, собственная электростанция, водонасосная станция. Все залы перестроенного ресторана были богато отделаны и могли вместить одновременно до тысячи человек, что стало рекордом для своего времени. Через несколько лет к зданию ресторана было пристроено жилое крыло, выходившее на Старую Башиловку.
Открытие обновлённого ресторана состоялось 1 января 1911 года (19 декабря 1910 года). Пресса так писала об этом событии:
Вчера «Яр» с А. А. Судаковым во главе торжественно праздновала окончание постройки своего нового, огромного здания. Съехалось несколько сот приглашенных – людей из самых разнообразных слоев общества. Тут и командующий войсками московского военного округа со многими официальными лицами и видные московские коммерсанты, и служащие. Были приезжие из Петербурга. Много дам в нарядных туалетах, в модных головных уборах [...] Русский хор Ивановой со сцены в боярских костюмах под оркестр Жураковского трижды исполнил народный гимн.
Затем посыпались тосты за А. А. Судакова. В них указывалось, что владелец «Яра» не заурядный ресторатор, а руководитель громадного предприятия, являющегося одним из характерных уголков старушки-Москвы. А. А. Судаков получил от гостей-клиентов множество драгоценных подношений хрусталя, серебра и т. д. [...] Было шумно и оживленно. Шампанского не жалели. Красивый зимний зал, залитый светом, до вечера был полон пирующими.Московская жизнь
Преображённый «Яр» стал не просто рестораном, но центром культурной жизни Москвы. В нём появилась настоящая сцена, на которой пели уже не только ставшие традиционными русские и цыганские хоры, но даже и такие звёзды, как Фёдор Шаляпин. Среди гостей ресторана был весь цвет Москвы — знать и купцы, писатели и художники. В их числе — Чехов, Горький, Куприн, Бальмонт, Станиславский, Немирович-Данченко, Репин, Врубель и многие другие. В ресторане была предусмотрена даже царская ложа, хотя сам император Николай II никогда не бывал в «Яре».

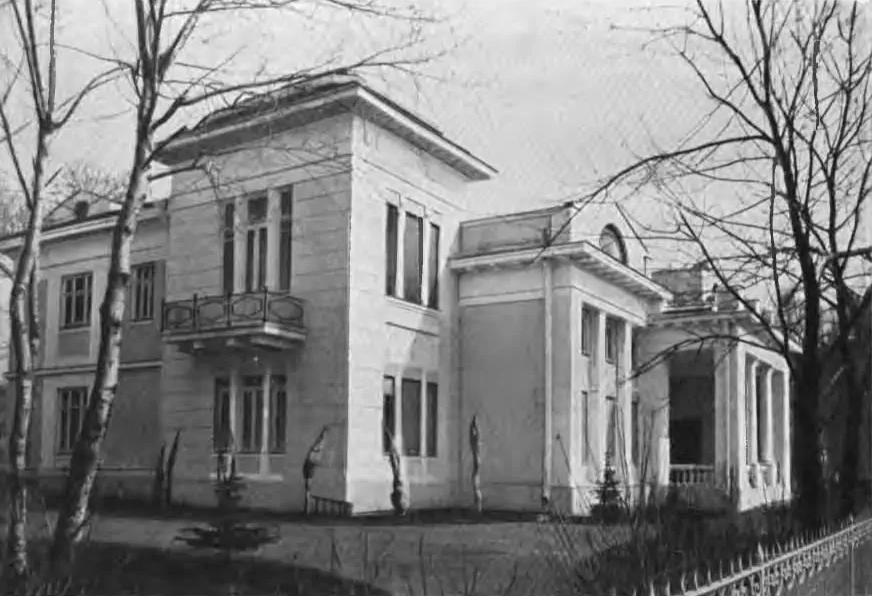
Особняк Судакова.

В 1911 году тем же Адольфом Эрихсоном рядом с рестораном был построен доходный дом, где жили многие сотрудники ресторана (современный адрес — Ленинградский проспект, 30). По другую сторону от ресторана Эрихсон воздвиг двухэтажный особняк в неоклассическом стиле, где жил Судаков с семьёй (не сохранился). Весь комплекс зданий оценивался в гигантскую сумму десять миллионов рублей (1 млрд. 200 млн. современных рублей).

### «Медведь»
В 1910 году Алексей Судаков приобрёл второй ресторан — на этот раз в столице империи Санкт-Петербурге. Как и в случае с «Яром», это был старый и известный, но пришедший в некоторый упадок ресторан «Медведь», располагавшийся в атриуме гостиницы «Демут» по адресу Большая Конюшенная улица, 27. За ресторан он заплатил куда больше, чем в своё время за «Яр» — 200 000 рублей (250 млн. современных рублей). 
«Медведь» был немаленьким рестораном — в нём имелось 2 зала (на 150 и 100 столиков) и 29 кабинетов, работало 70 официантов и 45 поваров, играл оркестр из 24 музыкантов. В отличие от «Яра», где упор делался на блюда русской национальной кухни, для ресторанов Петербурга была более привычна французская кухня, поэтому Судаков не стал привносить в свой новый ресторан гастрономический опыт его московского заведения. Заведование кухней было поручено петербургскому повару Чеснокову, в то время как общее руководство рестораном было доверено москвичу М. В. Селиванову (бывшего ранее управляющим «Большой московской гостиницей» на Воскресенской площади), а его заместителем стал француз К. П. Дюкло.

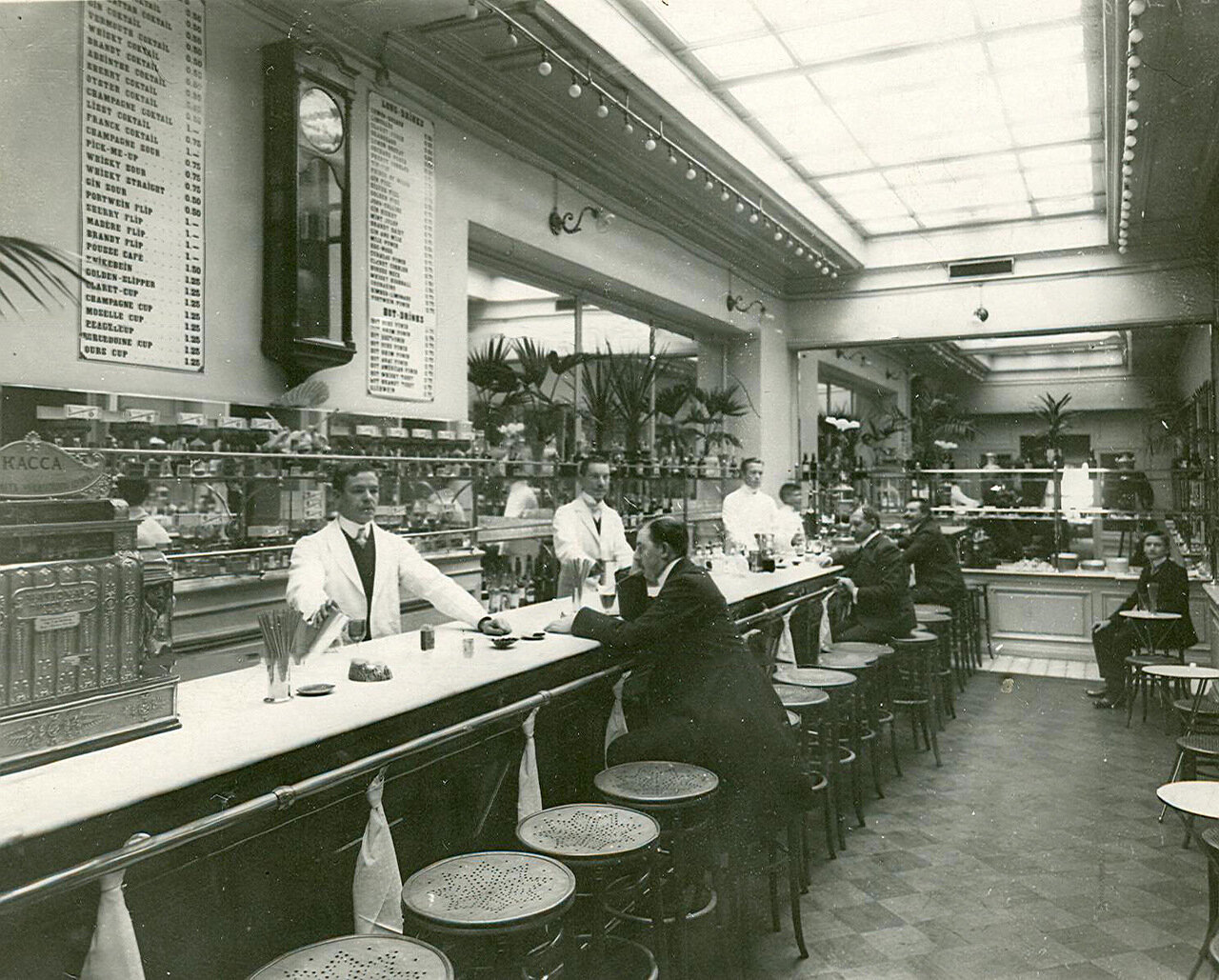
Коктейль-бар ресторана «Медведь».

В новом «Медведе» Судакова, как и в московском «Яре», бывал весь высший свет Петербурга. Именно в этом ресторане принимали французских парламентариев, прибывших для укрепления «сердечного согласия», депутаты российской Государственной думы перед Первой мировой войной. Здесь же проводились банкеты на много сотен человек (так, например, на банкете в честь Общества взаимного кредита, состоявшегося в 1914 году, было 500 приглашённых). В «Медведе» Судаков ввёл необычное тогда для России новшество — помимо традиционных уже ресторана, а также буфета, здесь был открыт кок-тейль баръ. Перед самой Октябрьской революцией Судаков задумал устроить при своём петербургском ресторане гостиницу на 200 номеров, однако не успел реализовать эту свою идею.
Помимо собственных предприятий, Судаков входил в управляющие органы некоторых других заведений — так он входил в состав правления московской гостиницы «Метрополь».

### Последние годы
Точку в успешной карьере предпринимателя поставила Октябрьская революция 1917 года. В феврале 1918 года всё имущество Судакова было национализировано, оба ресторана закрыты, а он сам арестован ЧК. Его дальнейшая судьба неизвестна — по некоторым (не совсем проверенным) сведениям он был отпущен, работал бухгалтером и умер своей смертью в 1936 или 1937 году.

## Личная жизнь
Алексей Судаков был женат и имел восьмерых детей. 
Старший сын и наследник Алексей Алексеевич Судаков в течение какого-то времени работал метрдотелем в отцовском ресторане:
У «Яра» появился новый оригинальный мэтр д’отель [...] Это сын владельца ресторана А. А. Судакова. Он окончил московскую академию практических наук и по предложению отца пожелал изучить ресторанное дело. Целый год молодой Судаков провел за-границей. Он служил простым официантом в одной из первоклассных гостиниц Лондона. Затем переехал в Париж и здесь также служил официантом.Московская газета
Судаков был прихожанином и церковным старостой располагавшегося на другой стороне Петроградского шоссе православного храма на Ходынском поле.
7 декабря 1906 года Алексей Акимович Судаков был награждён за заслуги орденом святой Анны II степени.

## Комментарии
1. 1 2 3 4  Согласно Игорю Баринову, 1 рубль конца XIX — начала XX века примерно равен 1200 рублям 2019 года (Баринов, 2019, с. 148). Для облегчения понимания уровня цен, все цены дополнительно пересчитаны по этому курсу